# Meriola californica
Meriola californica là một loài nhện trong họ Trachelidae. Loài này phân bố chủ yếu ở Hoa Kỳ và Mexico.
Loài này thuộc chi Meriola. Meriola californica được Richard C. Banks miêu tả năm 1904.

## Đặc điểm
Con đực có thể được phân biệt bằng sự kết hợp của các nốt sần trên bề mặt mai, một khối u opisthosoma có hoa văn hình chữ V và một mảng xơ cứng phía sau rõ rệt, một RTA hình tam giác dài và một cục thuyên tắc mảnh, uốn lượn. Con cái có thể được phân biệt thông qua phần mui nhỏ phía trước và các ống dẫn giao cấu dài, hướng về phía trước.
Theo cơ sở dữ liệu Encyclopedia of Life (EOL), mỗi cá thể của loài này có thể phát triển đến 4,2 mm. EOL có dữ liệu cho 9 thuộc tính của loài, bao gồm:
- Kiểu đối xứng cơ thể: đối xứng hai bên
- chiều dài cơ thể: 4,2 mm
- chiều dài mai: 1,59 mm
- chiều rộng mai: 1,5 mm
- di động: đa bào
- phân phối địa lý bao gồm: California
- môi trường sống: thảo nguyên
- cấu trúc bộ xương: bộ xương ngoài
- hệ thống thị giác: mắt giác mạc

## Phân bố
Phạm vi phân bố của loài này bao gồm các hệ sinh thái của vùng Cascade, vùng cây bụi rừng Chaparral ven biển California và vùng thảo nguyên khô California. Sự kết hợp của mùa đông ẩm ướt với mùa hè khô hạn tạo ra một thảm thực vật tự nhiên đặc biệt của cây thường xanh lá cứng và cây bụi được gọi là rừng xơ cứng. Thảm thực vật đa dạng giữa rừng lá kim dày đặc, rừng tuyết tùng và cây độc cần, với nhiều loài cây bụi, bụi cây ngải đắng và cộng đồng đồng cỏ, đến đồng cỏ hỗn hợp.
Phân bố: Bờ biển Thái Bình Dương từ phía nam Washington đến Baja California Norte.